# الميناء (مديرية)

تعديل مصدري - تعديل

مديرية الميناء إحدى مديريات مدينة الحديدة في غرب اليمن. بلغ عدد سكانها 91843 نسمة عام 2004.